# Lanthonia
Genre
Lanthonia est un genre d'oursins plats de la famille des Mellitidae (ordre des Clypéastéroïdes), communément appelés « dollars des sables » ou « oursins serrures ».

## Systématique

Holotype de Lanthonia grantii.

Le genre Lanthonia a été créé en 2016 par Simon E. Coppard (d) avec comme espèce type Lanthonia longifissa

## Description
Les espèces du genre Lanthonia sont des oursins fouisseurs du Nouveau Monde.
Ce sont des oursins plats, d'où leur surnom anglais de sand dollars, du fait de leur ressemblance avec une grosse pièce d'1 $ canadien. Leur forme est arrondie, avec un test (coquille) perforé de cinq (ouvertures de forme allongée, qui leur valent l'autre surnom de keyhole urchins), couvert de radioles (piquants) fines et courtes formant un tapis permettant la progression dans le sable, et décoré sur la face aborale d'une « fleur » à cinq pétales (les aires ambulacraires modifiées). 

## Liste des espèces
Selon World Register of Marine Species (5 septembre 2021) :
- Lanthonia grantii Mortensen, 1948 -- Golfe de Californie et région de Panama (Pacifique)
- Lanthonia longifissa Michelin, 1858 -- Pacifique tropical est et Galapagos - espèce type

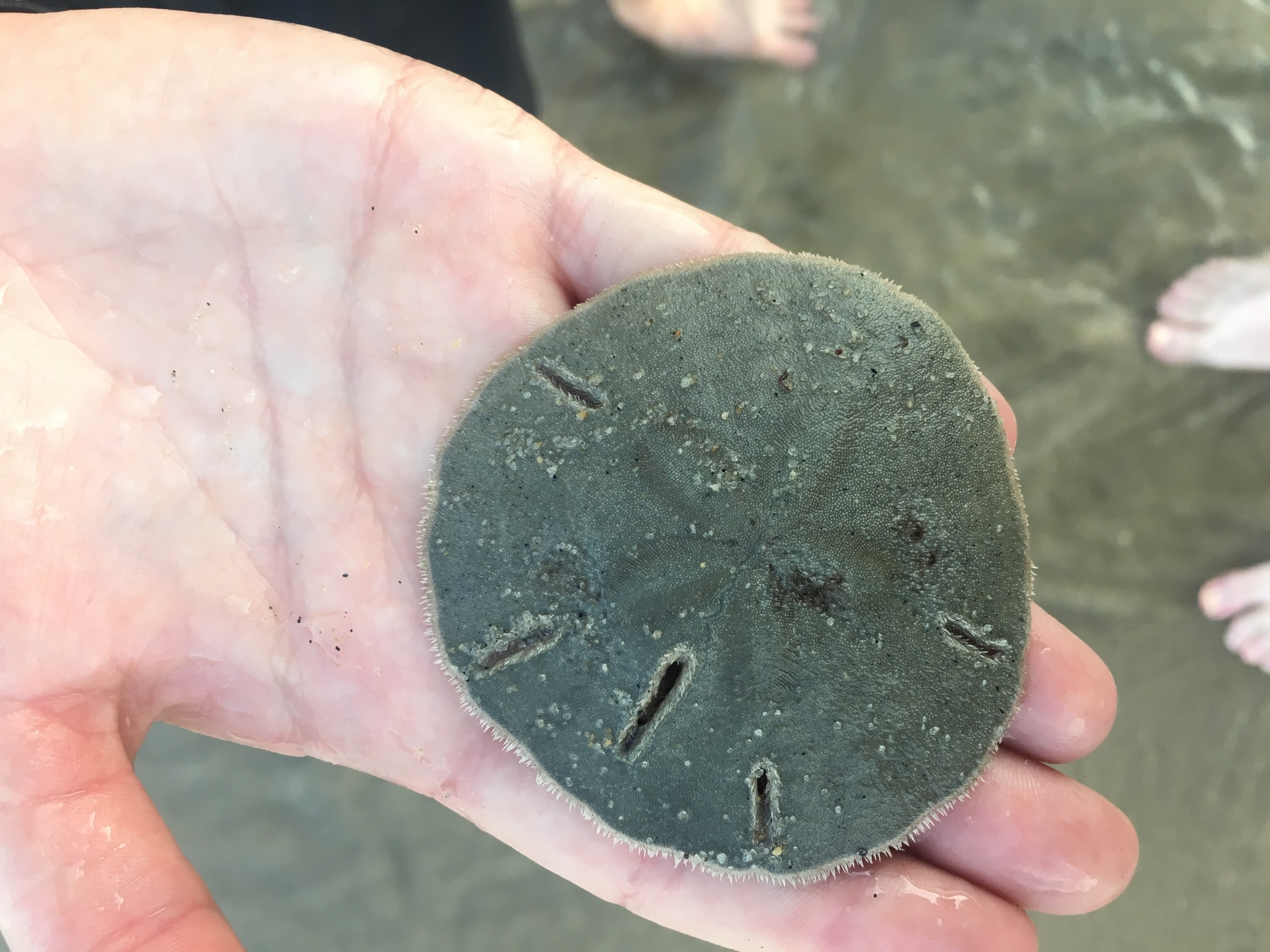
Lanthonia grantii.
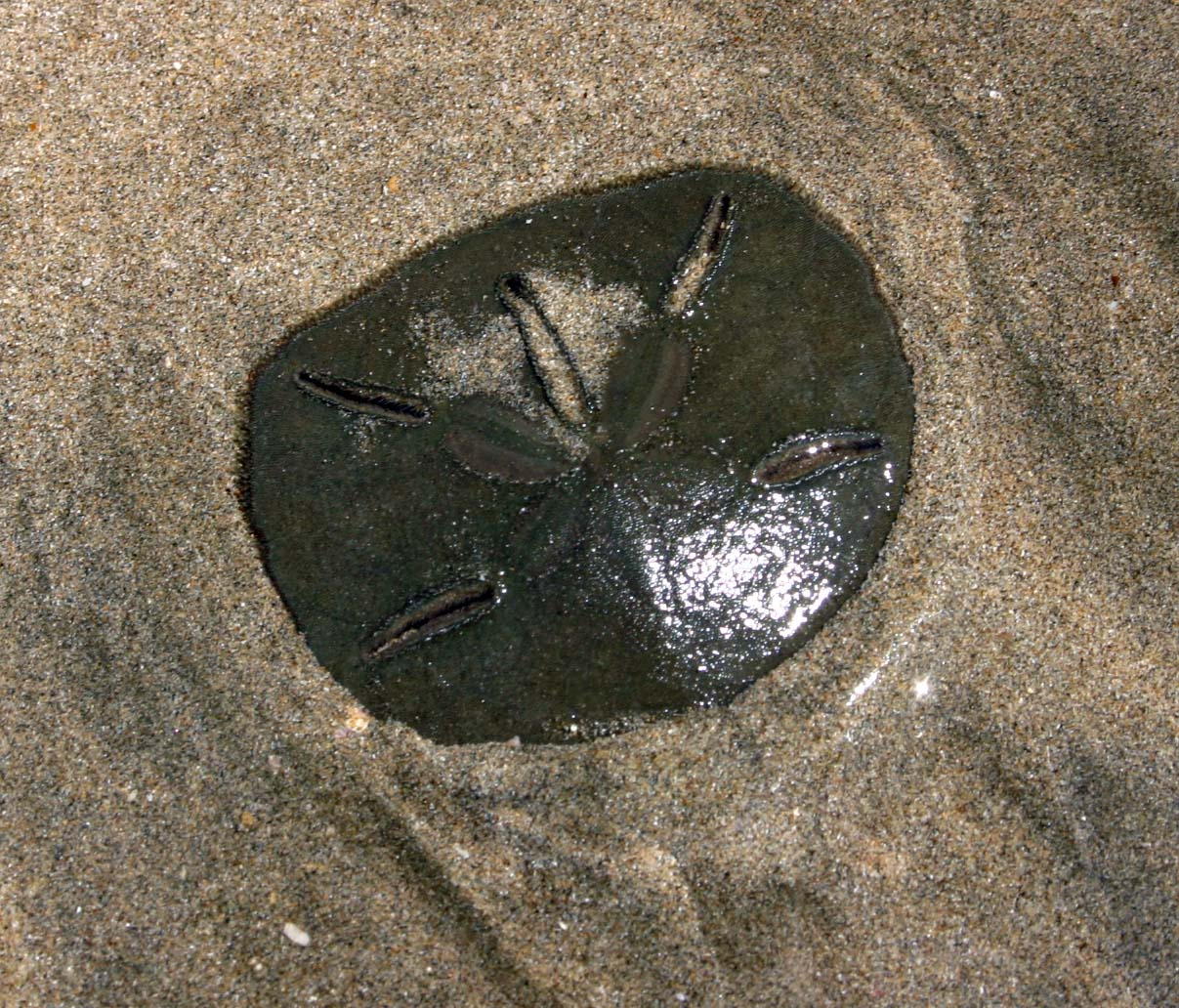
Lanthonia longifissa.

## Publication originale
- (en) Simon E. Coppard, « A new genus of mellitid sand dollar (Echinoidea: Mellitidae) from the eastern Pacific coast of the Americas », Zootaxa, Magnolia Press (d), vol. 4111, no 2,‎ 13 mai 2016, p. 158–166 (ISSN 1175-5334 et 1175-5326, OCLC 49030618, PMID 27394905, DOI 10.11646/ZOOTAXA.4111.2.4).